# 法比奥·加兰特
法比奥·加兰特（義大利語：Fabio Galante，1973年11月20日—），意大利男子足球运动员，司职后卫。他曾代表意大利国奥队参加1996年夏季奥林匹克运动会足球比赛，获得第十二名。